# Domenico Pozzovivo
Domenico Pozzovivo (ur. 30 listopada 1982 w Policoro) – włoski kolarz szosowy.

## Osiągnięcia
2004
- 3. miejsce w Gran Premio Palio del Recioto
- 1. miejsce na 4. etapie Giro della Regione Friuli Venezia Giulia
- 3. miejsce w Giro Ciclistico d’Italia
  - 1. miejsce w klasyfikacji młodzieżowej
- 2. miejsce w Gran Premio Città di Felino
- 2. miejsce w Giro della Valle d’Aosta

2007
- 3. miejsce w Settimana Ciclistica Lombarda

2008
- 3. miejsce w Giro del Trentino
- 9. miejsce w Giro d’Italia

2009
- 1. miejsce na 5. etapie Settimana Ciclistica Lombarda
- 3. miejsce w Dirka po Sloveniji
- 2. miejsce w Brixia Tour

2010
- 3. miejsce w Giro del Trentino
  - 1. miejsce na 4. etapie
- 2. miejsce w Giro dell’Appennino
- 1. miejsce w Brixia Tour
  - 1. miejsce na 2. i 4. etapie
- 3. miejsce w Trofeo Matteotti
- 2. miejsce w Tre Valli Varesine
- 2. miejsce w Giro della Romagna

2011
- 2. miejsce w Brixia Tour
  - 1. miejsce na 5. etapie
- 2. miejsce w Tre Valli Varesine
- 3. miejsce w Trofeo Melinda

2012
- 1. miejsce w Giro del Trentino
  - 1. miejsce w klasyfikacji górskiej
  - 1. miejsce na 3. etapie
- 8. miejsce w Giro d’Italia
  - 1. miejsce na 8. etapie
- 2. miejsce w Dirka po Sloveniji
  - 1. miejsce na 3. etapie
- 1. miejsce na 1. etapie Giro di Padania (jazda drużynowa na czas)

2013
- 10. miejsce w Giro d’Italia
- 6. miejsce w Vuelta a España

2014
- 2. miejsce w Giro del Trentino
- 5. miejsce w Giro d’Italia

2015
- 3. miejsce w Volta a Catalunya
  - 1. miejsce na 3. etapie
- 1. miejsce na 3. etapie  Giro del Trentino-Melinda

2017
- 3. miejsce w Tour of the Alps
- 6. miejsce w Giro d’Italia
- 1. miejsce na 6. etapie Tour de Suisse

2018
- 2. miejsce w Tour of the Alps
- 5. miejsce w Giro d’Italia
- 3. miejsce w mistrzostwach Włoch (start wspólny)
- 3. miejsce w Giro di Toscana

2019
- 2. miejsce w Tour of Oman

2022
- 8. miejsce w Giro d’Italia
- 3. miejsce w Giro dell’Emilia

## Rankingi
| Rok                | 2005 | 2006 | 2007 | 2008 | 2009 | 2010 | 2011 | 2012 | 2013 | 2014 | 2015 | 2016 | 2017 | 2018 | 2019 | 2020 | 2021 | 2022 | 2023 | 2024 |
| ------------------ | ---- | ---- | ---- | ---- | ---- | ---- | ---- | ---- | ---- | ---- | ---- | ---- | ---- | ---- | ---- | ---- | ---- | ---- | ---- | ---- |
| UCI World Calendar |      |      |      |      | -    | 113. |      |      |      |      |      |      |      |      |      |      |      |      |      |      |
| UCI World Tour     |      |      |      |      |      |      |      |      | 34.  | 27.  | 18.  | 107. | 24.  | 39.  |      |      |      |      |      |      |
| World Ranking      |      |      |      |      |      |      |      |      |      |      |      | 133. | 35.  | 30.  | 159. | 229. | 236. | 85.  | 395. | 274. |
| UCI Europe Tour    | 570. | -    | 388. | -    | 37.  | 4.   | 13.  | 8.   |      |      |      | 247. | 295. | 44.  | 131. | 191. | 202. | 73.  | -    | -    |
| UCI Asia Tour      | -    | -    | -    | -    | 229. | -    | 145. | -    |      |      |      | 157. | -    | -    |      |      |      |      |      |      |
|                    |      |      |      |      |      |      |      |      |      |      |      |      |      |      |      |      |      |      |      |      |
| Źródło: UCI        |      |      |      |      |      |      |      |      |      |      |      |      |      |      |      |      |      |      |      |      |